# Квенобани
Квенобани (груз. ქვენობანი) — село в Грузии, на территории Чохатаурского муниципалитета края (мхаре) Гурия.

## География
Село находится в западной части Грузии, на левом берегу реки Губазеули, на расстоянии приблизительно 4 километров (по прямой) к юго-западу от посёлка городского типа Чохатаури, административного центра муниципалитета. Абсолютная высота — 144 метра над уровнем моря.

## Население
По результатам официальной переписи населения 2014 года, в Квенобани проживало 669 человек (320 мужчин и 349 женщин). В национальной структуре населения грузины составляли 99,6 %, русские — 0,5 %.
| Год  | Население, человек |
| ---- | ------------------ |
| 2002 | 747                |
| 2014 | ↘ 669              |